# Mark Snijders
Mark Werner Snijders (Alkmaar, 12 maart 1972) is een Nederlands voormalig voetballer die doorgaans speelde als centrale verdediger. Tussen 1990 en 2000 speelde hij voor AZ en Port Vale.

## Clubcarrière
Snijders speelde in de jeugd van Alkmaarsche Boys en AFC '34, alvorens AZ hem scoutte in 1987. Tijdens het seizoen 1989/90 maakte de verdediger zijn debuut in het eerste elftal. In 1996 promoveerde de Alkmaarse club naar de Eredivisie. Na een jaar in die competitie wilde AZ de spelers Hamisi Amani-Dove, Danny Hesp en Kenan Durmuşoğlu lozen en ze waren onder coach Willem van Hanegem niet meer welkom bij het eerste elftal. De vier spelers dwongen via een arbitragezaak toch een plek bij het eerste elftal af. Snijders koos hierna eieren voor zijn geld en maakte transfervrij de overstap naar Port Vale, waar hij landgenoten Arjan van Heusden, Rogier Koordes en Jermaine Holwijn tegenkwam. Na drie seizoenen in Engeland liep zijn contract af. Hierop had hij proefperiodes bij MVV en SC Cambuur, maar beide situaties leverden geen contractaanbieding op. Snijders speelde nog een tijdje voor zijn oude amateurclub AFC '34.

## Clubstatistieken
| Seizoen | Club      | Competitie     | Competitie | Competitie | Beker | Beker | Internationaal | Internationaal | Totaal | Totaal |
| Seizoen | Club      | Competitie     | Wed.       | Dlp.       | Wed.  | Dlp.  | Wed.           | Dlp.           | Wed.   | Dlp.   |
| ------- | --------- | -------------- | ---------- | ---------- | ----- | ----- | -------------- | -------------- | ------ | ------ |
| 1989/90 | AZ        | Eerste divisie | 5          | 0          | 0     | 0     | —              | —              | 5      | 0      |
| 1990/91 | AZ        | Eerste divisie | 21         | 0          | 0     | 0     | —              | —              | 21     | 0      |
| 1991/92 | AZ        | Eerste divisie | 30         | 0          | 1     | 0     | —              | —              | 31     | 0      |
| 1992/93 | AZ        | Eerste divisie | 34         | 0          | 2     | 0     | —              | —              | 36     | 0      |
| 1993/94 | AZ        | Eerste divisie | 32         | 1          | 2     | 0     | —              | —              | 34     | 1      |
| 1994/95 | AZ        | Eerste divisie | 22         | 1          | 4     | 0     | —              | —              | 26     | 1      |
| 1995/96 | AZ        | Eerste divisie | 3          | 0          | 3     | 0     | —              | —              | 6      | 0      |
| 1996/97 | AZ        | Eredivisie     | 25         | 2          | 3     | 0     | —              | —              | 28     | 2      |
| 1997/98 | Port Vale | First Division | 24         | 2          | 2     | 0     | —              | —              | 26     | 2      |
| 1998/99 | Port Vale | First Division | 10         | 0          | 2     | 0     | —              | —              | 12     | 0      |
| 1999/00 | Port Vale | First Division | 21         | 0          | 1     | 0     | —              | —              | 22     | 0      |
| Totaal  | Totaal    | Totaal         | 227        | 6          | 20    | 0     | 0              | 0              | 247    | 6      |